# Yusuf Dikeç
Yusuf Dikeç (Göksun, Turquía, 1 de enero de 1973) es un tirador deportivo turco que compite en las pruebas de pistola. Es un suboficial retirado de la Gendarmería Turca y miembro del Club Deportivo Jandarma Gücü.
Participó en cinco Juegos Olímpicos de Verano: los de 2008, 2012, 2016, 2020 y 2024. Obtuvo una medalla de plata en París 2024 en la prueba de pistola 10 m mixto (junto con Şevval İlayda Tarhan).

## Primeros años
Yusuf Dikeç nació en 1973 en la aldea de Taşoluk del distrito de Göksun en la provincia de Kahramanmaraş. Después de sus estudios primarios en su pueblo, completó sus estudios secundarios en Göksun. En 1994 se matriculó en la Escuela Militar de Gendarmería de Ankara. Tras graduarse, se convirtió en cabo y comenzó su servicio en Mardin. En 1999, Dikeç ingresó en la Escuela Militar de Gendarmería. Un año después, se graduó con el rango de sargento. Sirvió un año en Estambul y luego fue designado para Jandarma Gücü en Ankara, el club deportivo de la Gendarmería Turca.
En 2001 se inicia en el tiro deportivo. Desde entonces, Dikeç compite tanto en la selección militar como en la selección nacional.
Estudió Ciencias de la Computación y luego Educación Física y Deportes en la Universidad Gazi de Ankara.

## Carrera deportiva
Se convirtió en campeón de Turquía varias veces y posee el récord nacional en diferentes categorías de pruebas de pistola.
En 2006, Yusuf Dikeç estableció un nuevo récord mundial en la prueba de pistola de fuego central de 25 m en el Campeonato Mundial Militar CISM celebrado en Rena, Noruega, obteniendo 597 puntos.
Dikeç ganó la medalla de bronce en la prueba de pistola de aire comprimido de 10 metros en la final de la Copa Mundial ISSF 2012 celebrada en Bangkok, Tailandia.
Calificó para participar en los 10 m evento masculino de pistola de aire comprimido en los Juegos Olímpicos de Verano de 2012. También participó en la prueba de pistola de 50 m sin avanzar a la ronda final.
En el Campeonato de Europa de Tiro de 2013 celebrado en Osijek, Croacia, del 21 de julio al 4 de agosto, obtuvo doble medalla de oro en 25 m pistola estándar y pistola de fuego central de 25 m. También ganó una medalla de plata en la prueba por equipo estándar de 25 m con sus compañeros de equipo Fatih Kavruk y Murat Kılınç, y otra medalla de oro en la competencia por equipos de pistola de fuego central de 25 m. En el evento de pistola de 50 m, ganó otra medalla de plata con sus compañeros de equipo Ömer Alimoğlu e İsmail Keleş.
En el Campeonato de Europa de Tiro de 2021 en Osijek, Croacia, ganó la medalla de bronce con sus compañeros Serdar Demirel e İsmail Keleş en la prueba por equipos de pistola de aire comprimido de 10 m.
Dikeç y su compañera de equipo Şevval İlayda Tarhan ganaron la medalla de plata en la prueba por equipos mixtos de pistola de aire comprimido de 10 m en los Juegos Olímpicos de Verano de 2024 en París, Francia, después de perder ante el equipo serbio de Zorana Arunović y Damir Mikec en la final. En este evento, se volvió viral por su «aparente indiferencia» y su «ambiente notablemente informal». Mientras que muchos de sus competidores llevaban protectores auditivos grandes y voluminosos, visores y gafas de tiro de alta tecnología, él vestía una camiseta que parecía una camiseta normal y gafas, con tapones para los oídos apenas perceptibles, y disparaba con una mano casualmente metida en el bolsillo del pantalón.

## Palmarés internacional
| Juegos Olímpicos | Juegos Olímpicos | Juegos Olímpicos | Juegos Olímpicos   |
| Año              | Lugar            | Medalla          | Prueba             |
| ---------------- | ---------------- | ---------------- | ------------------ |
| 2024             | París (Francia)  | Medalla de plata | Pistola 10 m mixto |